# TCDD DE36000
TCDD DE36000 — серія тепловозів, використовуваних державною компанією Турецька залізниця. Всього було побудовано 20 екземплярів, які були виготовлені в 2014 році компанією TÜLOMSAŞ по ліцензії американської компанії General Electric. Локомотиви мають потужність 3600 к.с і в змозі розвивати швидкість до 120 км/год. Вага локомотива становить 130 тонн.